# Neon Nature Tour
Neon Nature Tour es la tercera gira musical de la cantautora británica Marina and the Diamonds, realizada con el objetivo de promocionar su tercer álbum de estudio Froot (2015). El recorrido inició el 12 de octubre con un concierto en Houston, Estados Unidos. Diamandis anunció que en un comienzo participaría de festivales, y luego el tour daría inicio  a partir de octubre, en diferentes recintos a través del mundo.
En este tour lanzó una línea de mercancía que podía ser adquirida exclusivamente durante los conciertos aunque luego la lanzó en su tienda en línea.
Los visuales del concierto fueron creado por Mr. Gabriel Marqués

## Lista de canciones
Esta lista corresponde al concierto realizado el 16 de febrero de 2016 en Glasgow. No representa a todas las fechas de la gira.
Acto 1: The Family Jewels
1. Mowgli's Road
2. I Am Not a Robot
3. Oh No!
4. Obsessions
5. Hollywood

Acto 2: Electra Heart
1. Bubblegum Bitch
2. Teen Idle
3. How to Be a Heartbreaker
4. Primadonna
5. Lies

Acto 3: FROOT
1. Froot
2. Savages
3. Can't Pin Me Down
4. Solitaire
5. Forget
6. True Colours
7. Immortal

Encore:
1. Happy
2. Blue

Notas:
- Desde el 12 de octubre hasta el 3 de noviembre de 2015, "Radioactive" sustituyó a "Teen Idle" en la lista de canciones.
- En la primera parte de la gira, "I'm a Ruin" ocupó el puesto de "Solitaire" en los conciertos, excepto del 1 al 3 de diciembre de 2015, cuando Gold fue cantada en su lugar.

## Fechas
| Norteamérica            |                   |                 |                                   |
| 12 de octubre de 2015   | Houston           | Estados Unidos  | Revention Music Center            |
| 13 de octubre de 2015   | Austin            | Estados Unidos  | Stubb's Waller Creek Amphitheater |
| 14 de octubre de 2015   | Dallas            | Estados Unidos  | South Side Ballroom               |
| 16 de octubre de 2015   | Tempe             | Estados Unidos  | Marquee Theatre                   |
| 17 de octubre de 2015   | Pomona            | Estados Unidos  | Pomona Fox Theater                |
| 19 de octubre de 2015   | Los Ángeles       | Estados Unidos  | Greek Theatre                     |
| 20 de octubre de 2015   | Oakland           | Estados Unidos  | Fox Oakland Theatre               |
| 21 de octubre de 2015   | Oakland           | Estados Unidos  | Fox Oakland Theatre               |
| 23 de octubre de 2015   | Portland          | Estados Unidos  | Roseland Theater                  |
| 24 de octubre de 2015   | Vancouver         | Canadá          | Commodore Ballroom                |
| 25 de octubre de 2015   | Seattle           | Estados Unidos  | Paramount Theatre                 |
| 27 de octubre de 2015   | Salt Lake City    | Estados Unidos  | The Complex                       |
| 28 de octubre de 2015   | Denver            | Estados Unidos  | Ogden Theatre                     |
| 30 de octubre de 2015   | Minneapolis       | Estados Unidos  | Northrop Auditorium               |
| 31 de octubre de 2015   | Chicago           | Estados Unidos  | Riviera Theatre                   |
| 2 de noviembre de 2015  | Toronto           | Canadá          | The Sound Academy                 |
| 3 de noviembre de 2015  | Montreal          | Canadá          | Métropolis                        |
| 4 de noviembre de 2015  | Boston            | Estados Unidos  | House of Blues                    |
| 6 de noviembre de 2015  | Washington D. C.  | Estados Unidos  | Lincoln Theatre                   |
| 7 de noviembre de 2015  | Filadelfia        | Estados Unidos  | Electric Factory                  |
| 9 de noviembre de 2015  | Nueva York        | Estados Unidos  | Terminal 5                        |
| 10 de noviembre de 2015 | Nueva York        | Estados Unidos  | Terminal 5                        |
| Europa                  |                   |                 |                                   |
| 20 de noviembre de 2015 | Cambridge         | Reino Unido     | Corn Exchange                     |
| 21 de noviembre de 2015 | Bournemouth       | Reino Unido     | O2 Academy Bournemouth            |
| 23 de noviembre de 2015 | Manchester        | Reino Unido     | The Ritz                          |
| 24 de noviembre de 2015 | Newcastle         | Reino Unido     | O2 Academy Newcastle              |
| 25 de noviembre de 2015 | Glasgow           | Reino Unido     | O2 ABC Glasgow                    |
| 27 de noviembre de 2015 | Birmingham        | Reino Unido     | The Institute                     |
| 28 de noviembre de 2015 | Cardiff           | Reino Unido     | The Great Hall                    |
| 1 de diciembre de 2015  | Belfast           | Irlanda         | The Limelight                     |
| 2 de diciembre de 2015  | Dublín            | Irlanda         | The Academy                       |
| 3 de diciembre de 2015  | Dublín            | Irlanda         | The Academy                       |
| 6 de diciembre de 2015  | Londres           | Reino Unido     | London Palladium                  |
| 16 de febrero de 2016   | Glasgow           | Reino Unido     | O2 Academy Glasgow                |
| 17 de febrero de 2016   | Leeds             | Reino Unido     | O2 Academy Leeds                  |
| 18 de febrero de 2016   | Mánchester        | Reino Unido     | O2 Apollo Manchester              |
| 20 de febrero de 2016   | Londres           | Reino Unido     | The Roundhouse                    |
| 21 de febrero de 2016   | Londres           | Reino Unido     | The Roundhouse                    |
| 24 de febrero de 2016   | Bruselas          | Bélgica         | Cirque Royal                      |
| 25 de febrero de 2016   | Utrecht           | Holanda         | Tivoli Utrecht                    |
| 26 de febrero de 2015   | La Haya           | Holanda         | Paard Van Troje                   |
| 28 de febrero de 2016   | Tourcoing         | Francia         | Le Grand Mix                      |
| 29 de febrero de 2016   | Stuttgart         | Alemania        | Im Wizemann                       |
| 2 de marzo de 2016      | Praga             | República Checa | Incheba Arena                     |
| 3 de marzo de 2016      | Budapest          | Hungría         | Akvárium Klub                     |
| 5 de marzo de 2016      | Atenas            | Grecia          | Piraeus Academy                   |
| Sudamérica              |                   |                 |                                   |
| 11 de marzo de 2016     | São Paulo         | Brasil          | Audio Club                        |
| 12 de marzo de 2016     | São Paulo         | Brasil          | Autódromo José Carlos Pace        |
| 16 de marzo de 2016     | Buenos Aires      | Argentina       | Teatro Vorterix                   |
| 19 de marzo de 2016     | Buenos Aires      | Argentina       | Hipódromo de San Isidro           |
| 20 de marzo de 2016     | Santiago de Chile | Chile           | Parque O'Higgins                  |